# Arnold Hoechel
Arnold Hoechel (geb. 24. November 1889 in Steckborn; gest. 27. Oktober 1974 in Genf) war ein Schweizer Architekt.  

## Ausbildung und Karriere
Arnold Hoechel erlernte den Beruf des Bauzeichners und studierte an der École des Beaux-Arts in Genf Architektur, wo er 1908 mit Diplom abschloss. 1909 bis 1910 war er bei Bracher und Widmer in Bern, anschliessend bis 1912 bei Edmond Fatio in Genf. Danach verliess er die Schweiz und arbeitete zunächst in München, bevor er 1913 ein Studium am Polytechnikum Stuttgart aufnahm und gleichzeitig bei Paul Bonatz arbeitete. 1915/16 war er im Basler Baubüro von Hans Bernoulli, anschliessend für kurze Zeit bei Bruno Möhring in Berlin. Angesichts der Wirtschaftslage während des Krieges kehrte er 1917 für eine Anstellung bei einem Chalet-Bauunternehmen nach Genf zurück.
Ab dieser Zeit nahm er auch an zahlreichen Architekturwettbewerben teil. Bei verschiedenen städtebaulichen Projekten arbeitete er mit Camille Martin und Paul Aubert zusammen. Für Martin arbeitete er im Erweiterungsplanungsbüro der Stadt Genf auch an der 1920 bis 1923 realisierten Cité d’Aïre, der ersten Gartenstadt Genfs.
Hoechel war 1928 Gründungsmitglied der Congrès International d’Architecture Moderne und übernahm im selben Jahr die Redaktion der Fachzeitschrift L’Habitation vom verstorbenen Martin. 1929 bis 1931 übernahm er zudem die Leitung des Erweiterungsplanungsbüros. Als Hochschullehrer war er für Städtebau in den 1930er Jahren an der École des Beaux-Arts in Genf tätig und ab 1942 an der Haute École d’Architecture.

## Werke (Auswahl)
- Cité d’Aïre, Vernier 1920–23 (mit Paul Aubert)
- Cité d’Aïre II, Vernier 1924–25
- Immeuble, Genf 1932 (mit Henri Minner)
- Pavillon der Künste, Schweizerische Landesausstellung, Zürich 1939
- Kantonsspital, Genf ab 1949 (mit Jean Erb, Arthur Lozeron und Pierre Nierlé)